# Telford and Wrekin
Telford and Wrekin ist eine selbständige Verwaltungseinheit (Unitary Authority) in England. Sie hat etwa 167.000 Einwohner und gehört zur Region West Midlands und grenzt an Staffordshire und Shropshire. Der Verwaltungssitz ist in Telford. 
Das Borough of Telford and Wrekin war von 1974 bis 1998 ein unter dem Namen The Wrekin gebildeter Distrikt der Grafschaft Shropshire. Seit 1998 ist es verwaltungstechnisch von Shropshire unabhängig und gehört nur noch zu zeremoniellen Anlässen zu dieser Grafschaft.
Orte in Telford and Wrekin:
- Coalbrookdale
- Donnington
- Hadley
- Ironbridge
- Madeley
- Newport
- Oakengates
- Telford
- Wellington